# 슈슈 (영화)
슈슈(天浴, 톈슈, Xiu Xiu: The Sent-Down Girl)는 미국에서 제작된 조안 첸 감독의 1998년 영화이다. 리샤오루 등이 주연으로 출연하였고 진위 등이 제작에 참여하였다.

## 출연

### 주연
- 리샤오루
- 롭상

### 조연
- 뤼러
- 왕 유
- 려중
- 왕낙용

## 제작진
- 협력프로듀서: 루비 양
- 미술: 박약목